# Thesium angulosum
Thesium angulosum är en sandelträdsväxtart som beskrevs av A. Dc.. Thesium angulosum ingår i släktet spindelörter, och familjen sandelträdsväxter. Inga underarter finns listade i Catalogue of Life.